# توماس نيوتن ألين
توماس نيوتن ألين (بالإنجليزية: Thomas Newton Allen)‏ هو كاتب و محامي أمريكي ولد في وينشستر, كنتاكي في الولايات المتحدة  عام 1839  م. من أشهر أعماله كتاب "Chronicles of Oldfields".